# Autocovariance
La fonction d'autocovariance d'un processus stochastique {\displaystyle X=\{X_{t},t\in \mathbb {N} \}} permet de caractériser les dépendances linéaires existant au sein de ce processus.
Définition — Si le processus {\displaystyle X} est à valeurs dans {\displaystyle \mathbb {R} } et admet une variance {\displaystyle \operatorname {V} (X_{t})} pour n'importe quel {\displaystyle t\in \mathbb {N} }, on définit la fonction d'autocovariance de {\displaystyle X} par la fonction notée {\displaystyle R} qui à tout couple d'entiers naturels {\displaystyle (t,s)} associe le nombre noté {\displaystyle R(t,s)} et défini par 
{\displaystyle R(t,s)\equiv \operatorname {Cov} (X_{t},X_{s})=\operatorname {E} \left[(X_{t}-\mu _{t})(X_{s}-\mu _{s})\right]}, où {\displaystyle \mu _{t}=\operatorname {E} (X_{t})}
Si {\displaystyle X} est un processus stationnaire au sens faible alors 
{\displaystyle \mu _{t}=\mu _{s}} et {\displaystyle \operatorname {Cov} (X_{t},X_{s})=\operatorname {Cov} (X_{t+k},X_{s+k})} pour n'importe quels entiers naturels {\displaystyle t,s,k}. Dans ce cas {\displaystyle R(t,s)=R(|t-s|,0)} et il suffit alors de définir les autocovariances par la fonction qui à tout {\displaystyle k\in \mathbb {Z} } associe {\displaystyle \gamma (k)\equiv R(k,0)=\operatorname {Cov} (X_{k},X_{0})}. La fonction d'autocovariance apparaît alors comme la covariance de ce processus avec une version décalée de lui-même. On appelle {\displaystyle \gamma (k)} l'autocovariance d'ordre {\displaystyle k}.
Propriété — Si {\displaystyle X} est stationnaire au sens faible, {\displaystyle \gamma (-k)=\gamma (k)}
Cette propriété résulte directement du fait que {\displaystyle \gamma (k)=R(|k|,0)=R(|-k|,0)=\gamma (-k)}. Voir pour cette propriété Hamilton (1994, p. 46).